# 김주형 (1999년)
김주형(한국 한자: 金主亨, 1999년 12월 26일 ~ )은 대한민국의 축구 선수로, 포지션은 센터백이다. 현재 K리그1 강원 FC 소속이다.